# 翔叶䗛
翔叶䗛（学名：Cryptophyllium westwoodii）叶竹节虫科（叶䗛科）叶䗛属的一种，主要分布于印度安达曼群岛、缅甸和印度尼西亚等地，在中国广西曾采集到雌虫标本。
2021年，有学者创立了一个新属－隐叶䗛属（Cryptophyllium），将本种划归该属。